# Szebény
Szebény (horvátul: Sebinj vagy Sevenj) község Baranya vármegyében, a Mohácsi járásban.

## Fekvése
Szebény a Baranyai-dombság keleti peremén található, ezen belül is a Geresdi-dombság egyik települése.
A szomszédos települések: északkelet felől Véménd, kelet felől Palotabozsok, dél felől Görcsönydoboka, dél-délnyugat felől Szűr, északnyugat felől pedig Feked.
A két legközelebbi város a 21 kilométerre fekvő Mohács és a 24 kilométerre lévő Bátaszék.

### Megközelítése
Ma csak közúton érhető el, az 5614-es úton, mely végighalad a községen, annak főutcájaként. Az ország távolabbi részei felől a legegyszerűbben az M6-os autópályán közelíthető meg, amelyről a Pécsvárad-Véménd-Somberek-Palotabozsok leágazásnál célszerű lehajtani, az 5606-os útra, majd arról Véménd nyugati határszélénél délnek fordulva, az 5614-es útra. [A sztráda egyébként áthalad a község területén, de csomópontja nincs a határai közt, csak egy pihenőhelye.]
Autóbusszal a Népligettől induló buszjárattal Mohácsig utazva, onnan a Volánbusz helyközi járataival továbbhaladva lehet eljutni Szebénybe.
Régebben vonattal is elérhető volt, a MÁV 64-es számú Pécs–Bátaszék-vasútvonalán, ám ezen a vasútvonalon még a 2000-es években megszűnt a forgalom. A vasút itteni megállója, Szebény megállóhely a központtól bő másfél kilométerre északra helyezkedett el, az 5614-es út vasúti keresztezésének nyugati oldalán.

## Földrajz

### Domborzat
A Keleti-Mecsek délkeleti előterében völgyekkel tagolt alacsony dombság nyúlik kelet felé a Duna völgyéig. Ez a Mórágyi-rög, vagy Geresdi-hátság. 200-300m magas gránitrög, melyet vastag lösztakaró borít. A gránit csak a völgyek alján és a mesterséges feltárásokban kerül felszínre. Fazekasboda-Mórágyi dombvidéknek is nevezik. Ezekhez tartozik a mi vidékünk is.
Dombjaink hosszan nyúlnak el ÉK-DNY-i irányban. Ugyanezt az irányt követi a település is a völgybe és a dombok oldalába épült házaival. A Hősök Tere a Petőfi utca és a Kossuth Lajos utca eleje a völgybe épült. A falu többi utcája már a dombok oldalába épült. Jellemző a két párhuzamos ÉK-DNY-i irányú löszfal, ami a falu egyes részein a beépített területek természetes határait alkotja. Magassága 1–2 m-től a 10 m-t is meghaladó között változik. A község határában hat hosszú dombot látunk, szinte egymás mellett sorakozva. Ezek közül öt itt végződik. A legnagyobb magasságot (257m) kinn a Szikrási tetőn (dűlőnév) mérték. A dombok teteje mindenhol jó termőtalaj, csak északon a dombok oldala és a völgyek kövesek, homokosak. A falu északi határában feltárt homokbánya volt, amelyet már rég nem használnak. Az 1930-as,-40-es években még kőbánya is működött a Cseszlényi (dűlőnév) domb oldalában. Könnyen málló vörös színű homokkő található ott ma is. A kitermelés 1940-ben megszűnt, mert a kövesutat fölé építették, és mert a kő rossz minőségű, építésre nem alkalmas.

### Éghajlata
Pécshez való közelsége miatt (légvonalban kb.30 km) éghajlata is hasonlóan előnyös a Mecsek-vidéki éghajlathoz. Köztudomású, hogy a Mecsek alján tavaszodik először, és ott a leghosszabb az ősz is. Az évi csapadék mennyisége átlag 700mm. A bő csapadék ellenére a napfénytartam igen magas, 2000 óra fölött van. Pécs évi középhőmérséklete 11,2 °C a legmagasabb az országban.
Szebény Pécstől keletre terül el. Éghajlatunk egy árnyalattal mérsékeltebb és a csapadékunk is valamivel kevesebb.

### Helyi időjárási megfigyelések
Pontos meteorológiai megfigyelés nincs a községünkben. Az időjárás változására öregjeink hosszú évek óta különböző természeti jelekből következtetnek.
• Eső lesz, ha a szűri harangszó idehallatszik. (Az ugyanis DNY-i szelet jelent)
• Ha a véméndi vagy palotabozsoki harangszót halljuk, hideg lesz. (Keleti szél fúj)
Az idősek azt mondják, hogy Szebényben kevesebb eső esik, mint a környéken. Sokszor előfordult már, hogy sűrű viharfelhők közeledtek, a szomszédos falvakban mindenhol esett, csak itt nem. A jégeső is többször elkerülte. Vannak, akik azt mondják ennek az oka a falu felett kb. 4 km-re húzódó erdő, délkeleten pedig a Duna.

### Vizei
Vizekben nagyon gazdag. A falu határában északon levő akácerdőben (a lakott területtől kb. 1,5 km-re) ered a Csele-patak. Kristálytiszta vize festői környezetben csörgedezik alá a köves kavicsos Szikrási völgyből. 46 km². akácerdő kíséri a faluig. A főutcán egyesül másik ágával, a Malom-patakkal, amely szintén északon a szikrási ággal párhuzamosan, Farkas-völgyben (dűlőnév) ered. A Csele-patak vize sekély, kb. 1m széles. Nagy esők után a dombokról lezúduló víz nagyon megduzzaszthatja. Ilyenkor elönti a kerteket, elviszi az útjába kerülő rönkfákat, kapukat, egyéb mozgatható tárgyakat. A falu közepén folyik végig. Öt betonhíd van rajta. Mivel köves, sziklás helyről jön, sok finom iszapos homokot szállít, amit a lakosság régebben felhasznált. A patak hossza Szebény területén kb. 4 km. Medrének területe 6,3 km².
Délen a falu határában beleömlik a halastóba, (A lakott területtől kb. 1,5 km.) amelyet 1961-ben létesítettek. Területe akkor 8,05 km². volt. 1962-ben még 10 holdat tavasítottak el. Így a vízterület összesen 24 kh., amelyben kitűnő pontyot tenyésztettek. A tó ma magántulajdonban van, az eliszaposodott részek helyett a tulajdonos újabb 5 hektárral növelte a területét. A tó vizét a Csele-patak vezeti le a Dunába.
A vízben való gazdagságot nem csak a Csele-patak adja. A község mély fekvése miatt rendkívül magas a talajvíz, rengeteg a forrás. A főtér – Hősök Tere – régen vízben gazdag, vizenyős terület volt. 1958 előtt itt egy kb. 20m² területű mesterségesen létrehozott, összefüggő víztükör volt, amelyet a feltörő források tápláltak. Mivel még télen sem fagyott be azért ide jártak az asszonyok mosni. A „Mosó” körül iszapos, lefolyástalan részek is voltak. Itt folyik keresztül a Malom-patak, amely vízmosásokat hozott létre, lerakva a területen az árvizek alkalmával szállított nagymennyiségű hordalékot.
1959-ben a tanács elhatározta, hogy az egészségügyi szempontból kifogásolható területet rendbe hozatja. 1958-ban a Budapesti Földmérő és Talajvizsgáló Vállalat fúrásokat végzett. Megállapította, hogy ezen a részen 3-6m mélységben, durvaszemű, jó vízadó képességű feszített tükrű vízzel. A felette lévő iszap és agyagrétegek helyenként kiékelődtek, ezért szivárog fel több helyen a víz a nyomás alatti rétegekből. Óriási vízbőség tapasztalható. Öt helyen fúrtak le, különböző mélységig. Az 1. sz. főkút vascsövét 18,9m-re eresztették le. Első alkalommal 52 óra szivattyúzás után 500 l/perc vízhozamot értek el, majd 400 óra után 1500 litert percenként. Voltak kutak, amelyekben szivattyúzás nélkül 15-18m fúrás után 1–2 m-es vízsugár tört elő.
A fúrások befejezése után is működött 2 helyen ilyen szökőkút. 1967-ben került sor a tér lecsapolására, rendezésére. A patakágyat kikövezték, a mocsaras részeket feltöltötték, parkosították. Folyamatosan épült ki a vízvezetékrendszer a községben. Jelenleg két kút üzemel, az egyik 30, a másik 60 méter mély. A korábban kiváló vízminőség a 60-as 70-es évek felelőtlen nagyüzemi gazdálkodása miatt romlott, a nitrát tartalom ha csekély mértékben, de meghaladja az engedélyezett mértéket. Ezért az ivóvizet a szomszéd község, Feked vizével keverve használják. A Fekedi víz ugyanis lágysága folytán szintén nem alkalmas önálló fogyasztásra. A környező községeket, Fekedet és Véméndet is a szebényi vízmű látja el ivóvízzel. A vízmű önkormányzati tulajdonban van.

### Talaja
Talaja középkötött vályogtalaj. A falu északi részén kicsit kötöttebb, agyagosabb, a déli részen morzsalékosabb. Az északi domboldalakban még sok köves kavicsos talajt is látunk. Ugyancsak homokos iszap, homokliszt talajt találtak a Hősök terén a fúrásoknál.

### Növényzete
A természetes növénytakaró legnagyobb része akácerdő, amely a sziklás, homokos domboldalakat borítja. Tavasszal az akác virágzásakor, az egész falu bódító illatban úszik. Az aljnövényzet általában mindenhol a fű és a kisebb cserjék. Külön legelő a határban nemigen van. Számottevő még a rét, (38 km²) mely a völgyeket tölti ki. Mocsaras lápos terület ma már alig van. Csak a halastó körül lévő pár négyzetméter nádas tartozik ide. Kihasználatlan kopár cserjés nincs a községben. Megemlíthetjük még a falu határában lévő 2-2,5m átmérőjű óriástölgyet, amelynek életkorát körülbelül 600 év, és az iskola kertjében lévő hatalmas tiszafát, amely szintén különlegességnek számít. Mindkét fa ma már védett. Érdekességnek számít még a parókia kertjében lévő kb. 15 m átmérőjű bukszus bokor. Becslések szerinti 200 éves lombja sátorként terül el a belépő feje felett. A külterületeken sok, a Mecsek vidékén honos védett növény is megtalálható, például az illatos hunyor. A telepített növények közül említésre méltó még a szelídgesztenye. Bár a szebényi gesztenyés nem olyan nagy és összefüggő mint például a pécsváradi, vagy zengővárkonyi, a gesztenyeszedés jó mellékjövedelmet biztosított a múltban, és biztosít ma is a családi tulajdonban lévő fák gazdáinak.

## Története

### Őskor
Szebény területe és közvetlen környéke igen gazdag régészeti kincsekben. Számos régészeti 
ásatás bizonyítja, hogy ez a terület már az őskorban is lakott volt. 
```
"Ez a terület ősidők óta lakott hely. Szebény határában a kőköri, bronzkori ember éppen úgy otthon volt, mint a római plebejus és az avar harcos. S ezen népeknek kiterjedt lakóhelyei és elmaradhatatlan temetői mellett szép sorjában ott fekszenek a magyar honfoglalás kori sírok is, és tovább a mai napig minden század magyar temetői."
 (Dr. Zsolt Zsigmond)
```

A legkorábbi időkből származó 7 sírt Dombay János régész tárta fel 1939-ben a falutól délre. Ezek későneolit, tehát Kr. e. 5000- 4000-ből származó sírok voltak. Ugyanitt rézkori és bronzkori telepeket is észleltek. A falu határában összesen 9 helyen végeztek ásatásokat, és találtak őskori leleteket. A legtöbb lelet a középső bronzkorból származik, a mészbetétes edények népe hagyta ránk.

### Ókor
A római korból származó villa és út nyomait tárták fel nemrégiben, amikor az autópálya építése miatt leletmentő ásatásokat végeztek. A népvándorlás korából származó 3 avar temetőt tártak fel ugyancsak a falutól délre. Az első temetőben 341 sírt ástak ki, míg a másodikban kilencet.

### Középkor
A középkorban ebben a térségben számos olyan falu volt, melyeknek ma már nyoma sincs, csak régészeti leletek és írásos források tanúskodnak valamikori létezésükről: 
Fehéregyház, Horpács, Émen, Karakó, Enyezd. 
A falu már Szent István korában is létezett, mert a pécsváradi bencés apátság 
alapítólevelében felsorolják a falvakat és pusztákat, melyek az apátsághoz tartoznak és a 41 
helység közül a 24. Mikusek. 
A 14. században már mint Mikuzeben említik az apátság irataiban.

### Török kor
A török korból elsősorban adóösszeírások maradtak fenn. Az 1591. év adóösszeírása szerint a szekcsuji nahije a mohácsi szandzsákhoz tartozik, és itt találhatóak többek között a következő falvak és puszták: Szeben falu, Szapud falu, Horpács puszta, Enyizd falu, Fejéregyház falu. Fennmaradtak levelek is a török uralom idejéből, melyek arról tudósítanak, hogy a falvak népe nyomorúságosan él, többszörösen megadóztatják őket, nem tudják kinek fizessenek, ki az igazi úr, mindenki küldi a felszólító leveleket.

### Újkor
Egyházi előírás alapján a megyés püspök bizonyos időközökben tartozik végig látogatni 
vizitálni egész egyházmegyéjét. Innen a jegyzőkönyv neve: canonica visitatio. A vizsgálat 
kiterjed személyekre, dolgokra, iskolákra, ezért fontos történeti forrás.
Az első vizitáció 1732-ben volt, eszerint ekkor Szebénynek 250 lakosa volt. Ezt követően 
pedig 1754-ben a második látogatáskor már 350, 1761-ben 373 fő. 1775. augusztus 20-án szenteli fel a szekszárdi plébános, Szent István tiszteletére az új 
templomot, amelyet a pécsváradi apát építtetett kőből és téglából.
Ekkor még áll a falun kívül, negyedórányira Szűr felé a dombocskán egy régi templom, mely 
Szent László tiszteletére volt szentelve. Mutnyánszky András plébános saját költségén 
restauráltatta, ezért őt ott temették el. Akkoriban a szebényi és szűri hívek oda temetkeztek.
A vármegyei ismertető szerint a római katolikus iskola 1789 óta áll fenn, 1, majd 2 tanerős 
volt.
1827-ben szentelték fel a Havas Boldogasszony kápolnát a mai temető mellett.
Az 1830-as évek elején kolerajárvány pusztít Szebényben és környékén.
1850-ben a népesség: 1066 fő, 521 férfi és 545 nő. Nemzetiség szerint: 772 magyar, 288 
német . Vallásuk szerint: 1060 római katolikus hívő, 6 izraelita.

### 20. század
A bozsoki postahivatal ellenőrzése alá helyezett postaügynökség alakul 1903. augusztus elsején Szebényben.
1906-ban Horváth János, Bosnyák Magdolna és családja felajánlásából elkészül a Szentháromság-szobor.
Római Katolikus Olvasóegylet működött 1907- 1924 között.
Az első világháborúban hadi célokra elviszik a harangokat. 1915-ig a faluból 559 ember vonul be. Szebény 65 hőst áldoz a háborúban, kiknek tiszteletére 1923-ban felavatják a Hősi emlékművet.
Egyes források szerint 1918 novemberétől, mások szerint 1919. márciusától 1921 augusztusáig állt Szebény területe szerb megszállás alatt.
1928: a községet villamosítják, 1929-ben üzembe helyezik az első távbeszélő készüléket, majd 1930-ban a falu távbeszélő központot kap.
1938-ban így jellemzik Szebényt: 
```
"Kisközség a pécsváradi járásban. Hozzátartozik Gyulapuszta (később: Trefort puszta). A községben 1221 lakos él, akik közül 1081 magyar, 140 német anyanyelvű és (6 izraelita kivételével) mindenki római katolikus hívő."
```

1943-ban felépült az országút Trefort-puszta és Szebény között.
1944 decemberében 32 svábot elhurcoltak, főként fiatal nőket, közülük öten Oroszországban lelték halálukat. 
1946-47-ben összesen 39 német családot telepítettek ki házaikból. 
A második világháborúnak negyven szebényi áldozatáról tudunk. 
1947-ben 11 család érkezett Csehszlovákiából, 41 fővel. Kaptak 11 házat és földeket.
1948-ban államosították az iskolát. 
1952-ben mozi, majd egy évvel később kultúrotthon épült.
1958-ban termelőszövetkezet alakult. Ugyanebben az évben elkészült a játszótér.
A falu kulturális élete is színesebbé vált: 1956-ban megalakult a Szebényi Népi Együttes, 
majd tíz évvel később a Szebényi Asszonykórus.
A tájházat 1989-ben vásárolta a Szebényiek Baráti Köre, az ott látható tárgyakat a falu lakói 
gyűjtötték össze.
A rendszerváltásig Szebény közigazgatásilag Véméndhez tartozott.

### Manapság
Jelenleg önálló önkormányzata van, német és cigány kisebbségi önkormányzattal rendelkezik.
A faluban három civil szervezet is működik: Nyugdíjasklub, Polgárőrség és Baráti Kör.
A falu folyamatosan szépül: új játszótér készült, megújult a Hősök emlékműve, folyik a 
Paplak felújítása.

## Közélete

### Parlamenti képviselete
A település a Baranya vármegyei 3. sz. országgyűlési egyéni választókerület része, így országgyűlési képviselője a 2014-2018-as parlamenti ciklusban Hargitai János fideszes politikus volt, aki a 2018-as választás eredményeként is megtarthatta pozícióját.

### Polgármesterei
- 1990–1994: Varga Ferenc (független)[5]
- 1994–1998: Varga Ferenc (független)[6]
- 1998–2002: Barabás Péter (független)[7]
- 2002–2006: Hun László (független)[8]
- 2006–2010: Kertész Attila (független)[9]
- 2010–2014: Kertész Attila (független)[10]
- 2014–2019: Kertész Attila (független)[11]
- 2019–2024: Kertész Attila (független)[12]
- 2024– : Kertész Attila (független)[1]

A településen a helyi önkormányzaton felül működik német és cigány nemzetiségi önkormányzat is.

## Népesség

### Etnikai összetétel
A 2011-es népszámlálás során a lakosok 86,6%-a magyarnak, 3,6% cigánynak, 1,1% horvátnak, 8,9% németnek, 0,3% románnak mondta magát (12,8% nem nyilatkozott; a kettős identitások miatt a végösszeg nagyobb lehet 100%-nál).
2022-ben a lakosság 84,7%-a vallotta magát magyarnak, 12,5% németnek, 5,2% cigánynak, 0,7% szerbnek, 0,3% horvátnak, 0,3% szlováknak, 0,3% románnak, 0,7% egyéb, nem hazai nemzetiségűnek (14,2% nem nyilatkozott; a kettős identitások miatt a végösszeg nagyobb lehet 100%-nál). Vallásuk szerint 41,7% volt római katolikus, 4,2% református, 0,7% evangélikus, 0,3% görög katolikus, 0,3% ortodox, 1% egyéb keresztény, 0,7% egyéb katolikus, 12,5% felekezeten kívüli (37,8% nem válaszolt).

### Vallás
Szebény vallási összetétele 2011-ben
A vallási megoszlás a következő volt: római katolikus 65,9%, református 3,9%, evangélikus 0,3%, izraelita 0,3%, felekezeten kívüli 4,2% (24,6% nem nyilatkozott).

## Nevezetességei

### Építmények
- Több mint 200 éves római katolikus templom
- Parókia
- Műemlék házak
- Tájház, helytörténeti gyűjtemény
- Szebényi völgyhíd az M6-os autópályán a Szebényi-vízfolyás felett

### Népművészet
- Szebényi Hagyományőrző Néptáncegyüttes
- Szebényi Asszonykórus
- Népviselet, amely a sárközihez hasonló. Ma már kevesen viselik.
- A faluban elevenen élnek az ősi szokások, ősi táncok

### Természeti
- Védett 600 éves óriástölgy („nagyfa”)
- Védett tiszafa
- Természetes löszfalba vájt pincesor

## Híres emberek
- Itt született Bakó Mátyás agrármérnök, kereszténydemokrata politikus (1908–1986)
- Bánffay Simon (szül. Baumholczer Simon, Szebény, 1819. augusztus 25. – Pécs, 1902. június 2.) királyi tanácsos és közjegyző, ügyvéd, politikus, újságíró, az első pécsi hetilap (Pécsi Lapok) alapítója.

## Képek

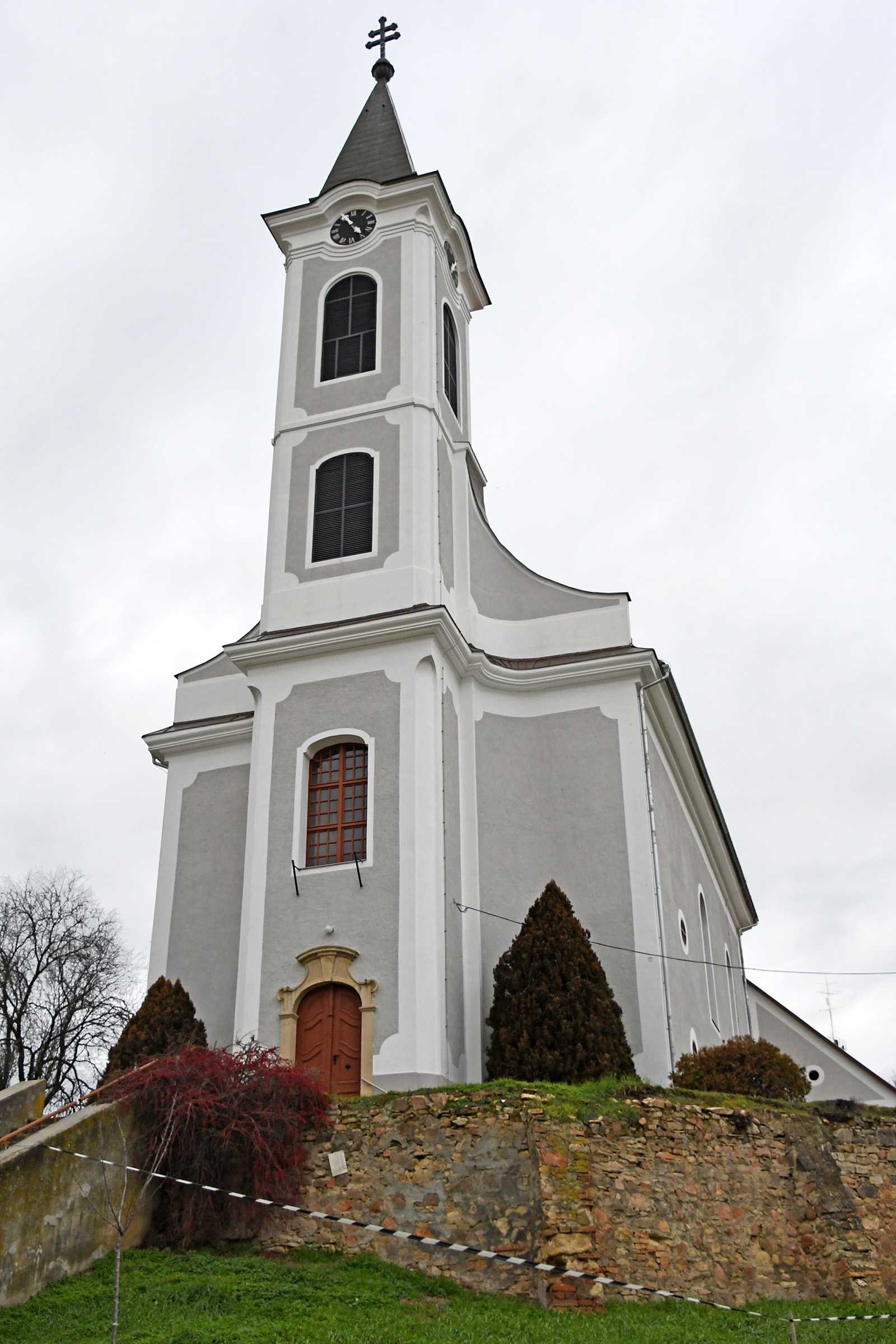
A templom
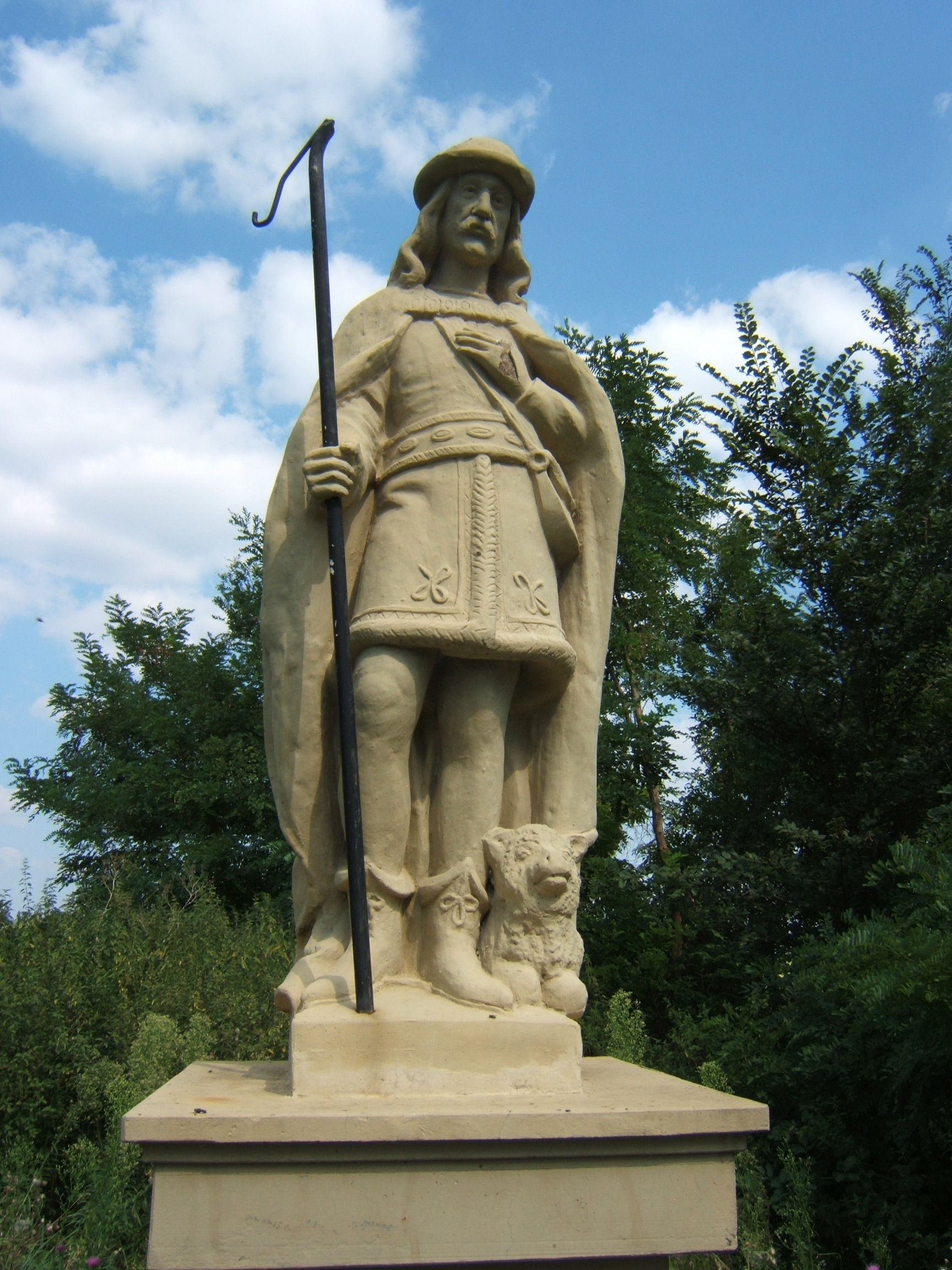
Szent Vendel-szobor
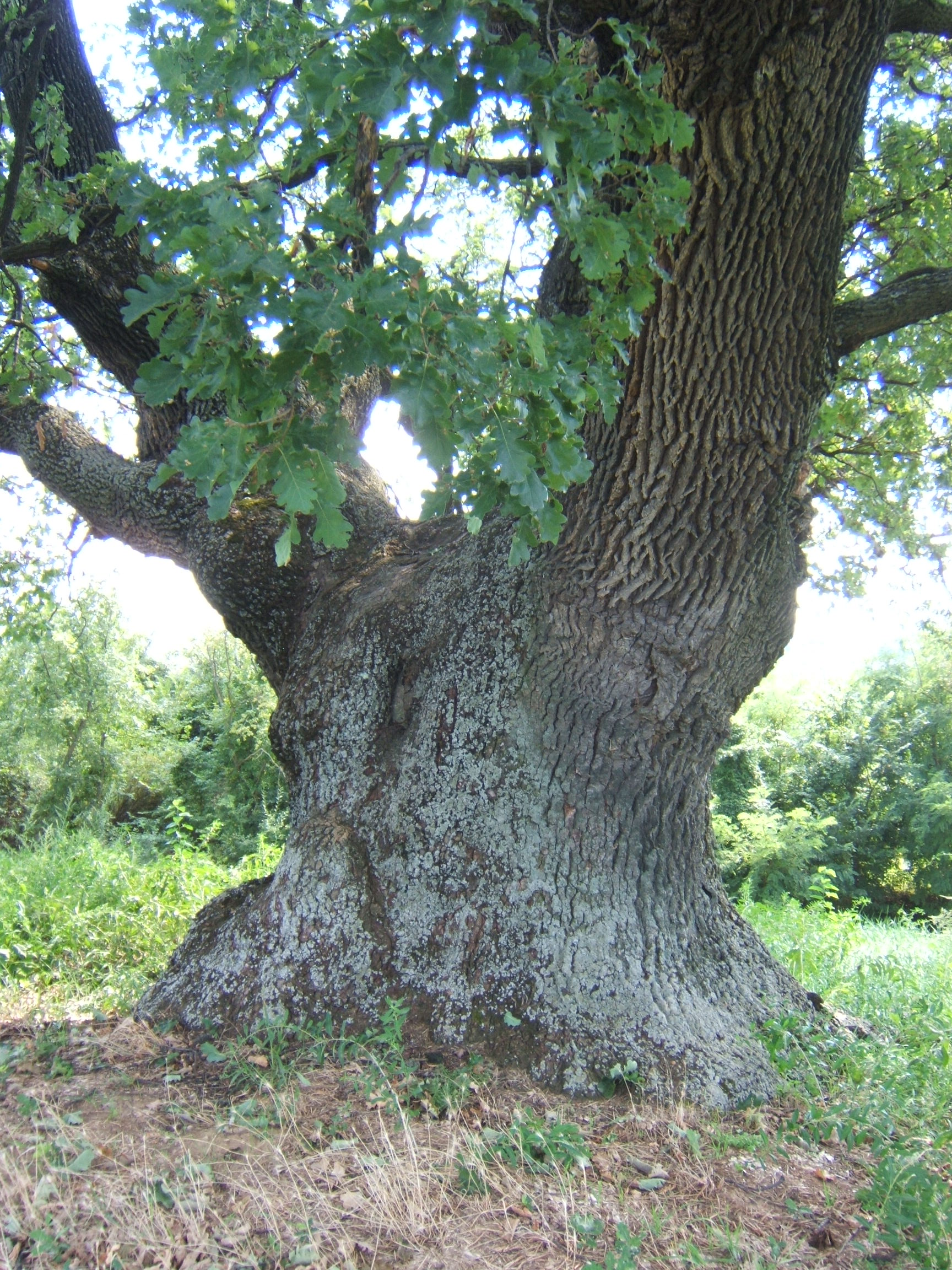
Az óriástölgy törzse